# Ziva David
Pour les articles homonymes, voir David.
Ziva David (hébreu : זיוה דויד), née le 12 novembre 1982 à Beer-Sheva, est un personnage fictif de la série télévisée NCIS : Enquêtes spéciales. Elle est interprétée par Cote de Pablo.

## Biographie

### Enfance et années au Mossad
Peu d'informations sont données sur sa famille. Son père était agent du Mossad et en est le directeur depuis la fin de la saison 3. Ziva avait une sœur cadette, Tali, qui a été tuée dans un attentat-suicide quand elle[Qui ?] avait 16 ans. Elle a aussi un demi-frère, Ari Haswari, qu’elle tue dans Kill Ari 2/2 pour sauver la vie de Gibbs. La mère de Ziva est mentionnée pour la première fois dans Le Fantôme de Noël. Ziva la décrit comme une femme qui préférait qu’elle joue avec des poupées au lieu des « jeux de garçon » comme la bataille navale ou les soldats de plomb. On apprend dans l'épisode Safe Harbor que sa mère est morte et qu'elle se nommait Rivka. Elle a aussi un oncle et une tante.
Directement après l'école secondaire, avant de rejoindre le Mossad, Ziva part dans l'armée israélienne (Tsahal étant une force de défense d'Israël) pour deux ans, ce qui est obligatoire pour toutes les femmes israéliennes. Durant son séjour au Mossad, Ziva fait partie d'une unité d’opérations spéciales appelée Kidon, qui fait partie de la Metsada. Cette unité est spécialisée dans les assassinats, les opérations paramilitaires, le sabotage et la guerre psychologique. Ziva était impliquée dans des opérations au Caire, en Égypte (où elle a rencontré Jennifer Shepard), en Irak, à Paris, où elle a travaillé avec son partenaire Namir Eschel, et en Europe de l'Est aux côtés de Jennifer Shepard. Quand elle est revenue au Mossad entre les saisons 5 et 6, elle a été sous couverture en tant que chanteuse au Maroc.

### NCIS
Après avoir tué l'agent du Mossad Ari Haswari (qui est également son demi-frère) après qu'il eut rejoint une cellule terroriste et sa tentative d'assassinat sur Gibbs, Ziva rejoint l’équipe du Naval Criminal Investigative Service (NCIS) dans l’épisode Trésor de Guerre. En tant qu'agent détaché d'une puissance étrangère, elle portait le titre d'officier de liaison et non d'agent spécial comme les autres membres de l'équipe. Elle entretient une complicité avec Jenny Shepard, directrice du NCIS (saisons 3 à 5) qui l’avait assignée à l’équipe à l’insu de Gibbs, ce qui ne lui plaît pas du tout.
Elle a ensuite prouvé sa valeur à la fin de l’épisode en utilisant sa propre formation pour sauver Ducky du Dr Burns, anthropologue judiciaire au Smithsonian Museum.
Dans Le Jugement dernier (2/2), la liaison entre le NCIS et le Mossad prend fin sous les ordres du nouveau directeur Vance, après la mort du directeur Shepard. Au début de la sixième saison, Ziva retourne au Mossad et est infiltrée au Maroc en tant que chanteuse où elle travaille avec Michael Rivkin. Il est rapidement révélé que Vance a délibérément envoyé Ziva en Israël afin de découvrir une taupe au sein du NCIS.
Après que Tony eut tué l'officier Rivkin (ami et collègue de longue date de Ziva) en légitime défense, elle retourne au Mossad car elle ne veut plus travailler avec son collègue du NCIS. À la fin de la sixième saison, Ziva est détenue et torturée par un terroriste nommé Saleem Ulman, en Somalie. Tenue pour morte dans le premier épisode de la saison 7, elle est néanmoins retrouvée vivante plus tard dans l’épisode, sauvée par Tony, McGee et Gibbs.
Ziva démissionne du Mossad dans le quatrième épisode de la septième saison et devient un agent de probation du NCIS en attendant de devenir citoyenne américaine ; elle devient par la même occasion « la bleue » de l'équipe. À la fin de la saison, elle passe son examen de citoyenneté avec succès et devient agent spécial du NCIS.
Elle démissionne du NCIS à la fin de la saison 10 car elle a compris qu'il y aurait toujours quelqu'un pour pleurer la personne morte, elle veut donc arrêter de tuer. Tony, après l'avoir longtemps cherchée en Israël avec l'aide du Mossad, finit par la trouver au début de la saison 11. Il essaie de la faire revenir à Washington, mais elle refuse. Tony aura beaucoup de mal à se remettre de la démission de Ziva, et le fait qu'elle soit partie. Au NCIS, elle est remplacée par Ellie Bishop.

### Vie sentimentale
Bien que peu soit révélé sur la vie sentimentale de Ziva, elle entretient une relation étroite avec Anthony DiNozzo, d'abord amicale mais qui dépasse rapidement ce stade pour devenir davantage ambiguë. Michael Basan (un officier supérieur du Mossad) l’accuse même de coucher avec Tony : « Avez-vous ou n’avez-vous pas couché avec lui ? » mais elle ne répond pas à la question. Il y a beaucoup de tension sexuelle entre eux, dès sa première apparition, ce qui est un thème récurrent dans de nombreux épisodes. Dans le livre de McGee, les personnages basés sur Tony et Ziva sont engagés dans une relation. 
Dans l’épisode Mort à l’arrivée, elle développe une amitié courte mais intense avec le lieutenant Roy Sanders (Matthew Marsden), qui a été intentionnellement exposé à des radiations par un collègue de travail. Ziva le connaît de son jogging quotidien. Il est de plus en plus malade et il devient évident qu’il va mourir. Dans cet épisode, Tony montre à la fois son intérêt et son soutien à Ziva. Il craint qu'elle ne soit blessée psychologiquement si Sanders meurt, et lui montre son soutien en distrayant un médecin pour que Ziva et Sanders aient un peu de temps seuls. Le bonnet orange qu’elle porte dans les épisodes suivants est celui que Sanders portait pour aller courir.
Dans Rencontre Fatale, lors d’une mission sous couverture, elle a une relation avec un homme suspecté d’être un tueur en série.
Au cours de la sixième saison, sa relation avec Michael Rivkin est révélée. Il sera tué à la fin de la saison par Tony. Cela aura de graves répercussions sur sa relation avec ce dernier, et s'est finalement avérée être la raison principale du départ de Ziva en Israël et de la reprise de ses fonctions au Mossad.
Dans la septième saison, quand Tony part en Somalie avec McGee et Gibbs pour se venger (référence au film True Lies, réalisé par James Cameron), il retrouve Ziva, toujours prisonnière, en tête à tête. Elle a été rouée de coups, est très faible et ne sait pas comment réagir à la présence de Tony. Elle lui dit alors qu'il n'aurait pas dû venir. Sous l’effet d'un sérum que le terroriste Saleem Ulman lui a injecté, Tony avoue qu’il ne peut pas vivre sans elle. Gibbs tue leur ravisseur d’une balle à longue portée directement dans la tête, permettant à Tony, Ziva et McGee de s’échapper. Mais même après leur retour, il semble y avoir un grand degré de gêne entre eux qui n'est résolu que lorsqu’elle remercie Tony dans les toilettes des hommes, avant de l’embrasser sur la joue. Depuis, leur relation devient un peu plus « romantique ».
Alors que Tony et McGee observaient Ziva qui était en filature, Tony dit à ce dernier qu'il trouve Ziva "Sexy" et que la Ziva avec qui il a couché 5 ans plus tôt lui manque. Il laisse aussi McGee penser qu'ils ont fait bien plus que coucher ensemble quand ce dernier ne répond pas à McGee lui demandant si c'était du "pipeau". Dans la même saison, Abby et McGee remarquent que Tony et Ziva leur ont menti. En effet, Ziva avait dit à Abby qu'elle avait pris le canapé à Paris mais Tony lui, a dit à McGee que c'est lui qui l'avait pris.

### Supposé décès
Ziva David était supposée morte en 2016 lors d'une attaque au mortier commanditée par l'ancien agent de la CIA Trent Kort contre sa maison de Tel Aviv. Elle laisse derrière elle une fille du nom de Tali qu'elle a conçue avec l'agent DiNozzo.
En 2019, l'agent Eleanor Bishop retrouve un ancien carnet appartenant à Ziva concernant une enquête inachevée sur laquelle elle avait travaillé jusqu'en 2013,,. Aidée par son collègue Torres, Bishop trouve un bureau secret dans lequel Ziva travaillait,. Quand elle y retourne, elle trouve un mot disant : « Eleanor Bishop, pour la sécurité de ma famille, veuillez garder mon secret. », laissant supposer que Ziva serait encore en vie,.
Le 21 mai 2019, Ziva apparaît à l’écran lors de la diffusion de l’épisode final de la saison 16 sur la chaîne CBS, dans la cave de Gibbs. Ziva est donc toujours en vie et n’a pas été tuée en 2016 à Tel Aviv. Elle annonce à Gibbs qu'il est en danger.
Sahar, ancienne dirigeante d’une cellule terroriste dans laquelle Ari Haswari, le demi-frère de Ziva, tenait une place importante, veut reconstruire son organisation en commençant par tuer Ziva puisque celle-ci, en tuant son frère avait sans le savoir envoyé Sahar en prison pour plusieurs années. Lors du premier épisode de la saison 17, Ziva sauve Gibbs et fait tout ce qui est en son pouvoir pour retrouver Sahar. Gibbs arrive à convaincre Ziva de le laisser l’aider. Lors du deuxième épisode de la saison 17, Ziva mène un double jeu entre faire croire à Sahar qu’elle travaille pour elle et faire croire à l’équipe de Gibbs qu’elle travaille avec eux. Tout au long de ces deux épisodes, on peut sentir la colère de Ziva envers Gibbs, lui reprochant de l’avoir laissé tomber... Mais on ressent également son mal-être. Ziva a effectivement commencé à faire des crises d’angoisse. Enfin, après que toute l’organisation de Sahar ait été arrêtée, Ziva confie à Gibbs que c’est elle qui apprendra à Tony qu’elle est vivante.
Cependant, dans l’épisode 10 de la saison 17, on apprend que le contact de Ziva, Adam Echel, qui l’a par ailleurs aidée à faire croire à la mort de celle-ci durant plusieurs années, a été enlevé. Ziva se rend alors compte qu’elle va avoir besoin de l’aide de l’équipe de Gibbs pour retrouver son ami. Malheureusement pour Adam Echel, il est presque trop tard quand Ziva et Gibbs arrivent pour le secourir. Avant de mourir, il confie à Gibbs qu’il connaît Sahar. La vraie Sahar n’étant pas morte, Ziva se lance à sa recherche. L’équipe découvrira par la suite que Sahar est en fait Sarah, la mère du petit garçon auquel Gibbs s’est attaché, Phineas. Vers la fin de l’épisode, Ziva partira pour combattre Sahar/Sarah qui avouera à l’ancienne agent qu’elle connaît l’existence de sa petite fille, Tali. Sahar/Sarah ajoutera que, puisque Ziva a tué son frère et a par la même occasion détruit ses plans, elle mettra fin à la vie de celle-ci et celle de sa fille... Ziva étant très protectrice envers sa famille et se rendant compte que Sahar/Sarah est sur le point de la tuer essaye de faire s’écrouler le bâtiment en ruine dans lequel elles se trouvent, sauvant ainsi sa petite fille (et sûrement son père) et mettant fin à ses propres jours. Mais c’est à ce moment-là que Gibbs tire une balle dans la tête de Sahar/Sarah, tuant celle-ci et rendant Phineas orphelin, mais sauvant la vie de Ziva. (Nous ne manquons pas de remarquer les similitudes entre cette scène et le passage où Ziva tue son frère Ari Haswari pour sauver Gibbs, dans l’épisode 2 de la saison 3).
Dans l'épisode 16, l'équipe reçoit des lettres de remerciements du père de Tony pour avoir ramené Ziva a la maison. Il est dit que maintenant tout les 3 ils forment une vraie famille et que son fils est comblé. Cela laisse donc supposé que Ziva et Tony sont officiellement en couple.  

### Personnalité
Ziva est juive mais ne semble pas suivre les principes juifs orthodoxes et travaille souvent le samedi, comme dans À Découvert. Elle porte une étoile de David en pendentif. Pendentif qu'elle donnera à Tony (saison 11, épisode 2) en souvenir d'elle. Tony donnera l'étoile de David (saison 13, épisode 24) à leur fille Tali.
Elle ne montre jamais ce qu'elle ressent, cache sa sensibilité ; elle s'est forgé une carapace, on ne la voit pleurer que cinq fois tout au long de la série.
Cependant, lors de son retour de la saison 17, on découvre une toute nouvelle Ziva : plus apeurée, craintive, fragile. Elle dira elle-même qu'elle est affaiblie et qu'elle est sujet à des crises d'angoisses (épisode 1). Elle a même peur de la foule, ce qui ne manque pas d'étonner Palmer et McGee lors de l'épisode 10. Elle est cependant prête à tout pour retrouver sa famille.

## Compétences
Ziva possède une mémoire visuelle très développée et maîtrise le maniement de nombreuses armes, ce qui est sans doute dû à son entraînement pour le Mossad. De ce fait, elle en porte généralement plusieurs sur elle dont deux pistolets et un couteau, fait unique dans cette équipe. Gibbs lui a même demandé de donner un cours sur la façon de lancer des couteaux dans la saison quatre. Dans l'épisode Meurtre en plein vol, Ziva affirme qu'elle a tué un homme avec une carte de crédit.
Elle sait parler dix langues : turc, hébreu, arabe, anglais, allemand, italien, espagnol, russe, pashtoun et français, mais éprouve quelques difficultés concernant les expressions idiomatiques, qu'elle écorche systématiquement ; McGee, Tony, ou Ducky corrigent alors ses fautes d'expression, ce qu'elle n'apprécie pas du tout,. Elle conduit de manière brusque et rapide « pour éviter les bombes ou pièges en Israël », ce que ses coéquipiers n'apprécient guère. Son entraînement au Mossad lui donne aussi une parfaite discrétion, similaire à celle de Gibbs, qu'elle utilise parfois pour faire peur à Tony.

## Relations avec ses collègues

### Anthony DiNozzo
La relation entre Tony et Ziva — et plus exactement l'hypothèse qu'ils forment un jour un couple — fait l'objet d'une attention toute particulière de la part des fans comme des médias. Elle est ainsi très régulièrement évoquée dans la presse spécialisée ,.
Ziva taquine Tony en grande partie de la même façon que le faisait Kate Todd de son vivant . Certains aspects de la personnalité de Ziva le dérangent, notamment le fait qu’elle dorme avec un pistolet et ronfle « comme un marin ivre de l’emphysème », ce qu’il apprend lorsqu’ils travaillent sous couverture, en tant que couple de tueurs à gages, dans l’épisode Sous couverture (troisième saison).
Dans l’épisode Coup monté, il est révélé que Tony s'est rendu au domicile de Ziva pour la voir au moins une fois par semaine pendant les trois derniers mois. La raison de ces visites reste inexpliquée. Lorsque Michael Basan lui demande si elle a couché avec lui, elle ne donne pas de réponse.
La saison 6 se concentre davantage sur Tony et Ziva mais laisse leur relation indéfinie. Lorsque Ziva accompagne Gibbs pour une enquête sur l’USS Seahawk (où Tony a été affecté à la fin de la cinquième saison), elle découvre que Tony a collé trois photos d’elle en bikini sur le mur de sa chambre. Dans Domino 1/2, Ziva désobéit aux ordres de Gibbs en attaquant les gardes pour défendre Tony. Plus tard dans l’épisode, ils se disent tous les deux qu’ils sont « fatigués de faire semblant ». Dans l’épisode suivant, Domino 2/2, il est révélé que Tony connaît l’emplacement de son tatouage en lui disant : « alors je devrais savoir à propos de ton tatouage à l’intérieur de … » mais Ziva lui coupe alors la parole. Dans Poker menteur, Tony tue Michael Rivkin en état de légitime défense. Cela aura de graves répercussions sur leur relation et s'avère finalement être la raison principale de Ziva pour rester en Israël dans l’épisode Aliyah. À la fin de la sixième saison, Ziva est torturée par Saleem Ulman ; Tony, McGee, Abby et Gibbs montent dans le premier épisode de la septième saison une opération pour la sauver. Ils partent en Somalie et la retrouvent. Elle demande alors pourquoi Tony est en Somalie et sous l’effet du sérum de vérité, il lui répond : « Je suppose que je ne pouvais pas vivre sans toi. ».
Dans l’épisode Meurtre en Plein Vol de la septième saison, Tony et Ziva partent à Paris pour escorter Nora Williams, un témoin sous protection. Dans l’avion, Ziva dit à Nora Williams qu’elle et Tony ont partagé une chambre d’hôtel et qu’elle a pris le canapé car elle ne voulait pas entendre Tony pleurnicher à propos de son dos. De retour à Washington, Tony dit à McGee que c’est lui qui a pris le canapé. À la fin de l’épisode, Ziva demande à Tony pourquoi il a menti à McGee, Tony lui retourne alors la question en demandant pourquoi elle a menti à Nora Williams. Ensuite, Tony lui montre sa photo préférée de Paris, la seule avec une personne dessus : Ziva. Tout au long de la saison, elle est très proche de Tony et taquine gentiment McGee. Dans l'épisode L’Année de l’espion, elle est jalouse de l'attention que DiNozzo porte à la disparue et lui rappellera plusieurs fois qu'il ne faut jamais s'investir personnellement dans une affaire. Dans ce même épisode, certaines répliques peuvent surprendre entre eux, telles que :
« - Tu ne penses qu'à cette fille ! C'est une véritable obsession ! Tu ne dois pas t'impliquer autant sur une affaire !
- C'est ce que tu as fait avec Cris ? [nde : épisode 16, saison 4]
- Ce n'était pas la même chose !
- Non, ça ne l'était pas. ».
Dans la saison suivante, une nouvelle arrivée change momentanément la relation entre Tony et Ziva. L’agent Erica Jane « EJ » Barrett (Sarah Jane Morris) bouscule la dynamique de l’équipe et, surtout, entretient une relation amoureuse avec Tony .
Celui-ci et Ziva se rapprochent à nouveau au cours de la dixième saison (notamment après avoir été coincés tous les deux dans un ascenseur pendant des heures) ,,. Tony se montre attentionné envers sa partenaire lors du décès de son père et des recherches pour tuer l’assassin de celui-ci. Il confie même à Ziva lors d’une étreinte sur un tarmac qu’elle n’est pas seule, en hébreu (« Aht Lo Levad »). Cependant, ils s’éloignent légèrement lorsque Tony apprend que Ziva a fréquenté un autre homme, et ce, même s’ils ne forment pas encore un couple. Enfin, ils se réconcilient complètement lors du dernier épisode de la saison 10 (un baiser a été tourné dans les bois devant le chalet de Gibbs, mais jamais diffusé). 
Au tout début de la saison 11 après avoir démissionné pour protéger Gibbs, Ziva repart en Israël et semble y attendre Tony avec impatience. Seulement, une menace pèse sur les épaules des anciens membres de l’équipe, ce qui empêche Tony d’aller la retrouver. Ziva prend conscience de tous les hommes qu’elle a tués. Elle culpabilise et décide de se cacher pour que Tony ne la retrouve pas. Mais il finit par la retrouver dans la maison dans laquelle elle est née après environ quatre mois de recherches. Cependant, Ziva lui demande de repartir à Washington, ce qui donne lieu à des scènes plutôt romantiques entre les deux amants et des adieux sur le tarmac de l’aéroport où ils s’embrasseront en signe d’adieu. Une fois dans l’avion, Tony découvre que Ziva a caché dans son manteau le collier avec l'étoile de David qu’elle a portée durant toutes ses années au NCIS. 
Tony a du mal à surmonter l’absence de Ziva, ce qui ne passe pas inaperçu aux yeux de ses collègues. Ziva est par ailleurs évoquée quelques fois entre la saison 11 et la saison 13. 
Tony apprend la mort de Ziva dans l'épisode 24 de la saison 13 ; il apprend par la même occasion l'existence de sa fille que Ziva a cachée : Tali (date de naissance estimée vers juin-juillet 2014). Il tue le prétendu « meurtrier » de Ziva et démissionne du NCIS pour élever Tali à Paris.
Lors du retour de Ziva durant la saison 17 on apprend dans l’épisode 10 que Tony l’a retrouvée au Caire et qu’ils n’ont eu que de brefs contacts depuis.

### Leroy Jethro Gibbs
Gibbs est une figure paternelle pour Ziva depuis le milieu de la saison 3. Cette relation s’intensifie après qu’elle rompt le contact avec son père à la suite de son retour de Somalie. Dans Le Prix de la Loyauté, elle lui dit qu’il est « ce qu’elle a de plus proche d’un père ». Ziva semble être plus disposée à lui montrer sa vulnérabilité qu’aux autres membres de l’équipe, à l’exception de DiNozzo.
La jeune femme et Gibbs partagent plusieurs caractéristiques : ils expriment rarement leurs émotions, sont solitaires et sont extrêmement qualifiés dans leur métier . Ziva a souvent du mal à suivre les ordres de Gibbs en raison de l'autonomie qu'elle avait comme officier de contrôle du Mossad.
Initialement, Gibbs est très méfiant envers Ziva car elle est la demi-sœur d’Ari Haswari ; elle porte aussi le poids de la colère de Gibbs à la suite de l'assassinat de Kate. Après avoir tué son propre demi-frère, Ari, afin de sauver la vie de Gibbs, ils partagent un secret : ce sont les seuls à savoir qu'elle a tué Ari. Cependant, il y a encore des tensions jusqu’à la fin de l’épisode Trésor de guerre quand Ziva sauve la vie de Ducky.
Dans Hiatus , on voit combien Ziva est affectée quand Gibbs est grièvement blessé dans une explosion et se réveille avec une perte de mémoire. Abby la gifle quand elle évoque un scénario où Gibbs pourrait mourir. Elle s'isole ensuite dans les toilettes, extrêmement contrariée que l’équipe pense qu’elle ne se soucie pas de Gibbs.
Dans Obéir aux ordres, Ziva admet qu’elle était sous les ordres du directeur David quand elle a sauvé la vie de Gibbs, sa mission était de gagner la confiance de Gibbs en tuant son demi-frère, Ari. Elle lui confie qu’elle s’était portée volontaire pour cette mission afin de protéger Ari. Gibbs répond : « Tu as tué Ari, ton propre frère et tu m’as menti Ziva ». Ziva révèle ce secret qu’elle garde depuis longtemps et confie à Gibbs ses sentiments à propos de la mort d’Ari en disant : « Je vous ai menti. Il était mon frère, vous n’étiez rien. Vous aviez raison sur Ari. Il est parti. Eli [son père, également directeur du Mossad] est mort pour moi et la personne la plus proche que j’ai d’un père m’accuse… ». Finalement, Ziva explique qu'elle a tué Ari pour le sauver et non pas en suivant des ordres.
À la fin de l'épisode Le Prix de la Loyauté, Ziva est admise au NCIS en tant qu'agent de probation et Gibbs la surnomme « la bleue ». Dans le dernier épisode de la saison 7, Gibbs manque la cérémonie de citoyenneté de Ziva en raison d’une visite d’Alison Hart, ce qu'elle lui pardonne .
Lorsque Ziva effectue son retour (dans la saison 17) pour tuer Sahar et mettre sa famille à l'abri (Tali et Tony), elle demande à Gibbs pourquoi il n'est pas venu la chercher après l'explosion de la ferme de son père, en Israël. Gibbs lui répond qu'il pensait qu'elle était réellement morte (sentiments partagés par Ducky et toute l'équipe). Ce à quoi Ziva lui rappelle que lorsque lui et McGee ont été enlevés au Paraguay et présumés morts, elle avait alors remué ciel et terre pour les retrouver finalement vivants.

### Timothy «Tim» McGee
Ziva a une relation amicale avec McGee depuis ses débuts au NCIS. Au commencement de la troisième saison, elle adore McGee qui l'aide à se débrouiller en ville  (cette grande affection de Ziva pour « le bleu » énerve d'ailleurs Tony et provoque la jalousie d'Abby ). Bien que Ziva le taquine beaucoup, souvent de pair avec Tony, ils restent de bons amis. Il est beaucoup plus à l'aise et confiant avec Ziva qu’avec Caitlin Todd.
Dans la quatrième saison, elle le prend temporairement en grippe après avoir cru se reconnaître dans un personnage du premier roman de McGee. Mais cette colère retombe peu à peu au fil du temps.
McGee n'habite pas loin de Ziva, à Silver Spring (dans la banlieue de Washington). Quand Ziva est en Israël entre les saisons 5 et 6, ils s'envoient des e-mails chaque semaine. McGee est la première personne à remarquer que Ziva évite Tony au début de la septième saison. Tout au long de la saison, Ziva prépare son examen de citoyenneté. McGee l'encourage et teste même ses connaissances ; il sera présent à la cérémonie.

### Abigail Sciuto
À l'arrivée de Ziva, Abby la déteste car elle pense que cette dernière va prendre la place de son amie décédée, l'agent spécial Caitlin Todd. Au cours des premiers épisodes de la saison 3, Abby dessine sur des photos de Ziva et prononce mal son nom intentionnellement. Elle prend particulièrement mal l'admiration et la fascination de McGee pour la nouvelle recrue. Ce n'est qu'après une mission où Ziva s'est retrouvée en danger qu'Abby a un élan de sympathie . Tout au long de la saison 3, Abby et Ziva semblent se rapprocher. Cette dernière se souvient aussi de son anniversaire et lui offre des roses noires. À la fin de la troisième saison, Abby dit à sa collègue qu'elle n'a pas d'émotions, ce qui incite les femmes à se gifler. Elles doivent ensuite se présenter mutuellement des excuses devant Tony.
Leur relation devient donc peu à peu amicale dès la quatrième saison. Dans celle-ci, leur relation évolue et Abby est disposée à aider Ziva. Après la mort de Roy Sanders, Abby lui dit qu'elle sera toujours là pour discuter avec elle.
Pendant les saisons 5 et 6, les deux femmes deviennent de bonnes amies. À la fin de l’épisode Jugement Dernier 1/2, Abby lui dit qu'elle (Ziva) « botte les derrières et réussit à être belle en même temps ». Au début de la sixième saison, Ziva, qui est en Israël, manque à la laborantine qui accroche une photo d'elle dans son labo pour la voir tous les jours ; lorsque l'appartement de Ziva est traité contre les termites, Abby la laisse dormir chez elle avec plaisir.
À la fin de l'épisode Vengeance, lorsque Ziva retourne au NCIS, Abby est la première à l'embrasser. 
Au fur et à mesure de la série, les deux jeunes femmes deviendront meilleures amies et seront toujours là l´une pour l’autre.

### Eli David
Ziva et son père ont une relation tendue, surtout après la mort de son demi-frère Ari. Dans Aliyah, Ziva retourne en Israël où son père, directeur du Mossad, lui dit qu’il ne sait pas s’il peut lui faire confiance et veut qu’elle reste en Israël. Quand le reste de l’équipe repart à Washington D.C., elle reste à Tel Aviv-Jaffa. L’épisode se termine avec une image de Ziva, interrogée par Saleem Ulman dans un camp de terroristes en Somalie. Il est révélé plus tard que son père l’a envoyée en Somalie tout en sachant que c’était une mission suicide.
Dans Ennemis intimes/Lointains ennemis, Eli David semble en vouloir à sa fille pour le choix qu’elle a fait en devenant citoyenne américaine. Avant qu’Eli reparte en Israël dans l’épisode suivant, leur relation semble s’être améliorée, ils s’embrassent et Eli lui dit qu’elle va lui manquer.
Dans l'épisode 11 de la dixième saison, Shabbat Shalom, Eli rend visite à sa fille à Washington pour le dîner de Shabbat, alors qu'il ne l'a pas vue depuis plusieurs années. Au cours du dîner, il meurt dans une fusillade .

### Ari Haswari
Ari est le demi-frère aîné de Ziva ; ils partagent le même père. Quand Ari est accusé d'avoir tué Kate, Ziva part à Washington D.C. pour aider son frère. Elle se voit obligée de le tuer pour sauver Gibbs qui n'est pas armé à ce moment-là. Dans l'épisode Obéir aux Ordres, elle révèle à Gibbs que son père lui avait donné l'ordre de tuer Ari pour gagner sa confiance mais rajoute qu'elle l'a fait plus par sympathie envers lui que par obéissance envers son père.

### DrDonald Mallard
Ziva semble avoir une bonne relation avec Ducky ; quand elle arrive au NCIS, il est le seul à avoir confiance en elle. Dans Trésors de Guerre, leur amitié devient plus forte lorsqu’elle lui sauve la vie en tuant le Dr Burns. Ziva lui demande souvent des conseils en partageant une tasse de thé ; Ducky est par ailleurs présent lors de la cérémonie de citoyenneté de Ziva.

### Leon Vance
Au début de la sixième saison, comme le reste de l’équipe, Ziva apprécie peu Vance car il a séparé l’équipe de Gibbs. Cependant, il y a une bonne raison à cela et elle ne semble pas lui en garder rancune. Au début de l’épisode Le fantôme de Noël, Ziva et le directeur partent faire les courses de Noël ensemble. Il est insinué qu’il lui a acheté quelque chose car elle dit : « J'aime faire du shopping surtout quand ce n'est pas mon argent ». Ils partagent aussi une passion pour le jeu de société « La Bataille Navale ». Vance est également proche du père de Ziva et semble avoir une relation plus amicale avec celui-ci que sa prédécesseure Jenny Sheppard.
C'est au cours de l'épisode Shiva, pendant la dixième saison, à l'occasion d'un diner au domicile des Vance, que se produit l'attaque qui tue le père de Ziva et la femme de Léon, Jackie. Tous deux sont présents ce soir là. Vance et Ziva sont tous deux fortement affectés par le décès de leurs proches.